# Charnizay

Charnizay este o comună în departamentul Indre-et-Loire, Franța. În 1 ianuarie 2022 avea o populație de 468 de locuitori.